# Selenia djakonovi
Selenia djakonovi là một loài bướm đêm trong họ Geometridae.